# Simidectes
Simidectes is een geslacht van uitgestorven zoogdieren uit het Eoceen.

## Kenmerken
Simidectes was een carnivoor met het formaat van een wasbeer en het gebit vertoont overeenkomsten met dat van katachtigen en meeste creodonten. 

## Verwantschap
Voorheen werd Simidectes beschouwd als een vermoedelijke verwant van de Pantolesta, maar later onderzoek wijst op verwantschap met de hyaenodonten.

## Fossiele vondsten
Fossielen zijn gevonden in onder meer de Uinta-formatie in Wyoming en de Laredo-formatie in Texas en dateren uit het Midden-Eoceen. 